# Sadako (película)
Sadako (貞子) o EI Aro: Capítulo Final en Latinoamérica, es una película de terror sobrenatural japonesa de 2019 dirigida por Hideo Nakata, escrita por Noriaki Sugihara y Kōji Suzuki (basada en la novela Ringu).

## Sinopsis
Mayu es la encargada de cuidar a una chica que sufre de amnesia. La paciente está bajo custodia policial y es de especial interés para las autoridades. Sin embargo, sus allegados desconocen el porqué de esta situación, e incluso la propia sospechosa ignora los motivos por los que está siendo vigilada las 24 horas. Mientras Mayu se desvive por realizar su trabajo, su hermano, un aspirante a convertirse en un personaje famoso en redes sociales, comienza a darse cuenta de que ha dado con un filón que tratará de aprovechar a toda costa.

## Reparto
- Himeka Himejima como La chica misteriosa.
- Elaiza Ikeda como Mayu Akikawa.
- Ren Kiriyama como Minoru Fuji.
- Hiroya Shimizu como Kazuma Akikawa.
- Rie Tomosaka como Hatsuko Sobue.
- Tkashi Tsukamoto como Yusuke Ishida.
- Ayaka Minami como Sadako y Shizuko Yamamura.

## Recepción
La película ha recaudado en ya más de 200 días en taquilla casi los USD$ 5.400.000 alrededor del mundo.

## Otros Títulos en el Mundo
| México  | El aro: Capítulo final |
| Francia | Sadako                 |
| Japón   | Sadako                 |
| Japón   | 貞子                   |
| Perú    | El Aro: Capítulo final |
| Vietnam | Vòng Luân Hôi: Sadako  |

## Críticas
Según la página web FilmAffinity la película recibió críticas mayormente negativas por parte de críticos reconocidos. 

"Otra secuela rancia (...) Quizá lo peor de todo es que no da nada de miedo"
Haleigh Foutch: Collider

Es menos terrorífica que contextualmente relevante (...) Esto me gusta porque pone lo significativo por encima de los cadáveres (...) aunque seguro que esto decepciona a mucha gente
Jared Mobarak: The Film Stage